# Casa Trinitat Greuzer
Casa Trinitat Greuzer és una casa de Sant Joan Despí (Baix Llobregat) inclosa a l'Inventari del Patrimoni Arquitectònic de Catalunya.

## Descripció
És una casa-torre formada per un cos principal, amb teulada a doble vessant i rematada per una torre de planta quadrada amb teulada a quatre vessants. La façana principal, perpendicular a l'eix del vial, té incorporat un cos d'accés damunt el qual descansa un petit mirador i continua en la mateixa línia vertical imaginària una petita habitació a manera de golfes. L'edificació consta, doncs, de planta baixa i pis, més golfes, que surten dels diferents encreuaments dels cossos de l'edificació. Domina la línia i és exempta de decoració gairebé en tot el conjunt. Es conserva totalment el seu disseny original.

## Història
A aquesta casa s'hi varen traslladar els propietaris de la Torre de la Creu o Torre dels Ous (la família Parellada), quan la comprà la Diputació de Barcelona. Aquestes dues cases s'havien comunicat a través dels respectius jardins.
L'obra va ser promoguda per Trinidad Greuzer de Bosch, domiciliada al carrer Consell de Cent número 278 de Barcelona en el moment de la petició de llicència municipal d'obres, el 10/10/1912.